# トルーソー徴候
- トルーソー徴候[1]
- トルソー徴候[2]

トルーソー徴候（トルーソーちょうこう、英: Trousseau sign of latent tetany）は、低カルシウム血症の患者で見られる特徴的肢位のことである。しかしながら、正常人の1〜4%でもトルーソー徴候陽性となるという。この徴候は低カルシウム血症で反射亢進やテタニーなどの症状が出る前に陽性になることが多く、低カルシウム血症の感度は94%と、クボステック徴候（29%）に比べてはるかに高いことが広く知られている。過換気症候群・呼吸性アルカローシス、低マグネシウム血症でも起こることがある。
トルーソー徴候は、血圧計のマンシェットを上腕に巻き、収縮期血圧より高い圧を3分間以上かけることで出現する。この手技により上腕動脈が圧迫され、血流が途絶する。低カルシウム血症の患者では、これに続く神経筋刺激反応性により、手と前腕の筋攣縮が起こる。手首と中手指節関節（MCP関節）が屈曲し、遠位指節間関節（DIP関節）と近位指節間関節（PIP関節）が伸展するほか、手指は内転する。この徴候は「助産師の手」ないし「産科医の手」（フランス語: main d'accoucheur）と呼ばれることもある。
1861年にこの現象を初報告したフランスの内科医アルマン・トルーソーにエポニムが与えられている。同じくトルーソーにエポニムが与えられているが、悪性腫瘍に伴う血液凝固異常を指すトルーソー症候群とは別物である。